# The Girl in the Crowd
The Girl in the Crowd is een Britse filmkomedie uit 1935 onder regie van Michael Powell. De film is wellicht zoekgeraakt.

## Verhaal
Marian is de vrouw van een boekhandelaar. Ze geeft aan de telefoon versieradvies aan Bob, een vriend van haar man die ze nog nooit heeft gezien. Ze raadt Bob aan om op straat de eerste de beste  mooie vrouw te achtervolgen. Wanneer de man de raad van Marian opvolgt, achtervolgt hij toevallig haar op straat. Dat leidt uiteindelijk tot de arrestatie van Bob.

## Rolverdeling
| Acteur             | Personage        |
| ------------------ | ---------------- |
| Barry Clifton      | David Gordon     |
| Patricia Hilliard  | Marian           |
| Googie Withers     | Sally            |
| Harold French      | Bob              |
| Clarence Blakiston | Mijnheer Peabody |
| Margaret Gunn      | Joyce            |
| Richard Littledale | Bill Manners     |
| Phyllis Morris     | Mevrouw Lewis    |
| Patric Knowles     | Tom Burrows      |
| Marjorie Corbett   | Secretaresse     |
| Brenda Lawless     | Politieagente    |
| Barbara Waring     | Mannequin        |
| Eve Lister         | Ruby             |
| Betty Lyne         | Phyllis          |
| Melita Bell        | Verkoopster      |